# 岩原滑雪場前站
岩原滑雪場前站（日语：／ Iwappara-skijōmae eki */?）是位於新潟縣南魚沼郡湯澤町大字土樽，東日本旅客鐵道（JR東日本）的上越線車站。

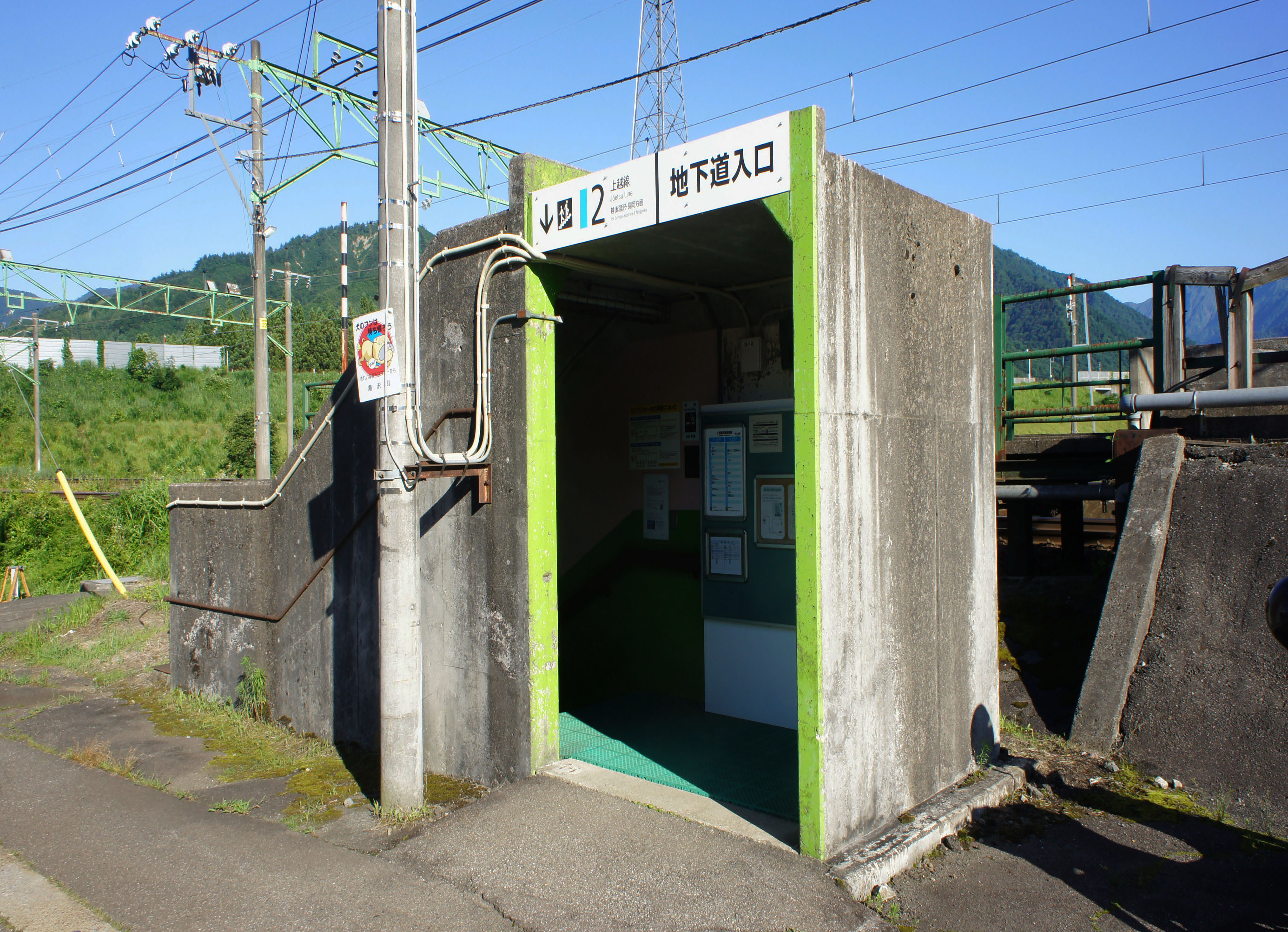
往長岡方向的月台入口（2021年7月）

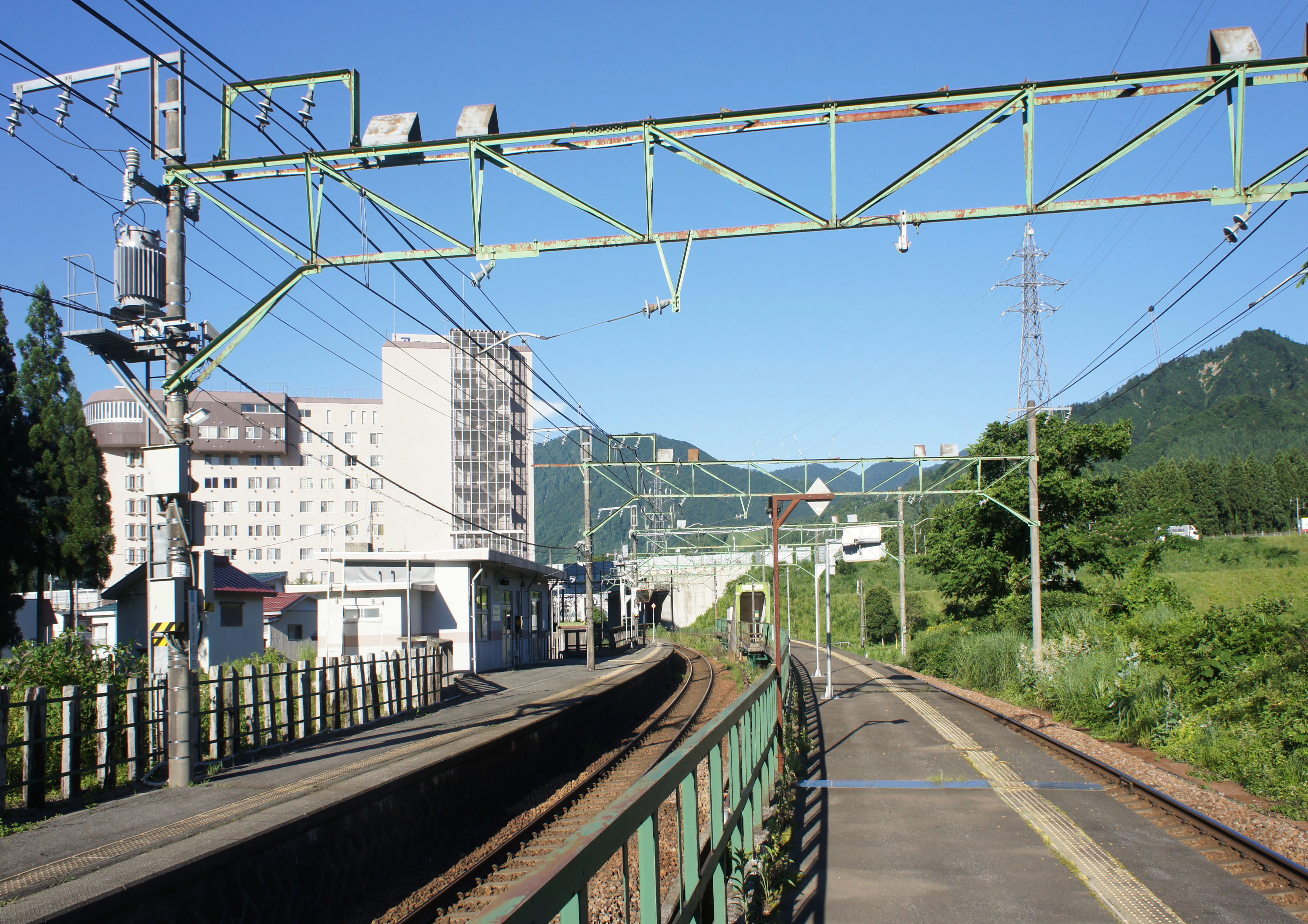
月台（2021年7月）

## 歷史
- 1933年（昭和8年）12月8日：國有鐵道上越線開設岩原滑雪場前臨時乘降場。
- 1946年（昭和21年）：滑雪場被同盟國軍接收，此前臨時乘降場廢止。
- 1952年（昭和27年）12月20日：岩原滑雪場臨時停車場再次啟用。
- 1969年（昭和44年）10月1日：變為臨時乘降場。
- 1981年（昭和56年）9月1日：全年設有列車停站。
- 1987年（昭和62年）4月1日：伴隨國鐵分割民營化，車站由東日本旅客鐵道（JR東日本）營運。同時升級至車站，名為岩原滑雪場前站。
- 2017年（平成29年）：E129系電動列車開始運用時，車內自動廣播的車站英文名稱由「Iwappara-skijōmae」改為「Iwappara Skiing Ground」。

## 車站構造
此站是地面車站，設有2面2線的單式月台。車站大樓位於北邊。北邊方月台高崎方向。南邊月台是長岡方向。兩月台之間沒有通道連接。北邊月台的出入口需要經過車站大樓，南邊月台的出入口需要經過行人隧道，而行人隧道的出入口位於車站大樓附近。
此站曾經是臨時車站，只於冬季營業。由於車站鄰近新潟縣立湯澤高等学校（由新潟縣立六日町高等學校湯澤分校獨立出來，2008年關校），因此在1981年（昭和56年）9月1日起變為全年營業的車站。
此站是由越後湯澤站管理的無人車站。車站大樓的櫃臺已經關閉，在櫃臺旁設有簡易自動售票機。在昭和末期前的冬季設有車站職員當值，車站負責發售車票。在1974年（昭和49年）的冬季前，此站可購買長距離乘車券、急行券和入場券。在昭和50年代初開始，於冬季只發售近距離車票。
月台是建設在彎道上。

### 月台
| 月台 | 路線    | 上下行 | 方向               |
| ---- | ------- | ------ | ------------------ |
| 1    | ■上越線 | 上行   | 水上方向           |
| 2    | ■上越線 | 下行   | 越後湯澤、長岡方向 |

參考

## 車站周邊
車站向北步行4分鐘可到達岩原觀光協會的觀光詢問處。車站周邊設有住宿設施（參見#此站周邊地圖）。另外，站前設有大型公寓，車站周邊為觀櫻勝地。
- 岩原滑雪場（日语：岩原スキー場）
「度假中心1」位於此站以北步行10～15分鐘。從越後湯澤站設有免費穿梭巴士[2]。
- 飯士山（日语：飯士山）
滑雪場登山口。
- 湯澤中央公園 （页面存档备份，存于）（日語） - 車站向西北步行15～20分鐘。
  - Snowmobile land湯澤 （页面存档备份，存于）（日語）（冬季）
  - 休閒泳池「Aurora」 （页面存档备份，存于）（日語）（7-8月）
- 湯澤町立湯澤學園（日语：湯沢学園）
車站向西方步行15～20分鐘。
- 湯澤釣魚公園 （页面存档备份，存于）（日語）
車站向南步行20～25分鐘。

## 巴士路線

包含此站在內的南越後觀光巴士路線圖

越後交通集團下的南越後觀光巴士設有巴士路線停靠附近巴士站。
- YD 湯澤 = 湯澤學園 = 小坂 = 谷後 = 旭原 = 大源太 線[3]
- YT 湯澤 = 湯澤學園 = 中里 = 土樽 = 蓬橋 線[3]
2路線最近的巴士站是「岩原入口」（YD11、YT09）。

## 相鄰車站
東日本旅客鐵道（JR東日本）
■上越線
越後中里－岩原滑雪場前－越後湯澤

## 注腳
1. ↑  JR東日本:駅構内図 （页面存档备份，存于）（日語）
2. ↑  連接交通 （页面存档备份，存于）（日語） - 岩原滑雪場，2018年11月11日參閲。
3. 1 2  南越後観光バス （页面存档备份，存于）（日語） - 2018年11月11日參閲。

## 外部連結
- 車站資訊（岩原滑雪場前）：東日本旅客鐵道（日語）
- 岩原滑雪場 （页面存档备份，存于）（日語）
- 岩原觀光協會 （页面存档备份，存于）（日語）

### 此站周邊地圖
- 越後中里地圖 （页面存档备份，存于）（日語）（Angel Grandia越後中里）
- 越後湯澤 土屋重點地圖 （页面存档备份，存于）（日語）（岩原觀光協會）
- 岩原 設施地圖 （页面存档备份，存于）（日語）（岩原觀光協會）
- 湯澤櫻100選 （页面存档备份，存于）（雪國之自然愛會）